# Mas del Comte
El Mas del Comte és una obra de Santa Coloma de Queralt (Conca de Barberà) inclosa a l'Inventari del Patrimoni Arquitectònic de Catalunya.

## Descripció
L'edifici té llinda de pedra treballada d'una possible balconada o finestral, actualment tapiat, que arrenca d'uns capitells on hi ha esculpits el cap d'un home (esquerra) i d'una dona (dreta).

## Història
El Mas del Comte, conegut actualment com a Can Marc, es troba documentat al segle xv, propietat del terratinent Comte. Molts creuen que el nom li venia per ser-ne el propietari el Comte de Santa Coloma, però no és així.